# (1363) Herberta
(1363) Herberta ist ein Asteroid des Hauptgürtels, der am 30. August 1935 vom belgischen Astronomen Eugène Joseph Delporte in Ukkel entdeckt wurde.
Benannt ist der Asteroid nach dem US-amerikanischen Präsidenten Herbert Hoover, zu Ehren seines Belgien-Besuches 1938.